# Lutas nos Jogos Olímpicos de Verão de 2016 - Livre até 53 kg feminino
A competição de luta livre até 53 kg feminino nos Jogos Olímpicos de 2016 decorreu a 18 de agosto na Arena Carioca 2, no Rio de Janeiro.

## Medalhistas
A estadunidense Helen Maroulis foi campeã olímpica ao derrotar no combate final Saori Yoshida, do Japão. As disputas pelo bronze foram ganhas pela azeri Nataliya Synyshyn e pela sueca Sofia Mattsson.
| Ouro   | USA Helen Maroulis                       |
| Prata  | JPN Saori Yoshida                        |
| Bronze | AZE Nataliya Synyshyn SWE Sofia Mattsson |

## Resultados
Estes foram os resultados da competição:

### Chave superior
|  | Qualificações | Qualificações | Qualificações |  |  | Oitavas de final       | Oitavas de final       | Oitavas de final       |   |                       | Quartas de final      | Quartas de final  | Quartas de final |  |  | Semifinais | Semifinais | Semifinais |
|  |               |               |               |  |  |                        |                        |                        |   |                       |                       |                   |                  |  |  |            |            |            |
|  |               |               |               |  |  |                        |                        |                        |   |                       |                       |                   |                  |  |  |            |            |            |
|  |               |               |               |  |  | JPN Saori Yoshida      | JPN Saori Yoshida      | 4                      |   |                       |                       |                   |                  |  |  |            |            |            |
|  |               |               |               |  |  | AZE Nataliya Synyshyn  | AZE Nataliya Synyshyn  | 0                      |   |                       |                       |                   |                  |  |  |            |            |            |
|  |               |               |               |  |  |                        |                        |                        |   | JPN Saori Yoshida     | JPN Saori Yoshida     | 9                 |                  |  |  |            |            |            |
|  |               |               |               |  |  |                        | SEN Isabelle Sambou    | SEN Isabelle Sambou    | 0 |                       |                       |                   |                  |  |  |            |            |            |
|  |               |               |               |  |  | SEN Isabelle Sambou    | SEN Isabelle Sambou    | 5F                     |   |                       |                       |                   |                  |  |  |            |            |            |
|  |               |               |               |  |  | VIE Nguyễn Thị Lụa     | VIE Nguyễn Thị Lụa     | 0                      |   |                       |                       |                   |                  |  |  |            |            |            |
|  |               |               |               |  |  |                        |                        |                        |   |                       | JPN Saori Yoshida     | JPN Saori Yoshida | 6                |  |  |            |            |            |
|  |               |               |               |  |  |                        | VEN Betzabeth Argüello | VEN Betzabeth Argüello | 0 |                       |                       |                   |                  |  |  |            |            |            |
|  |               |               |               |  |  | GRE Maria Prevolaraki  | GRE Maria Prevolaraki  | 5                      |   |                       |                       |                   |                  |  |  |            |            |            |
|  |               |               |               |  |  | IND Babita Kumari      | IND Babita Kumari      | 1                      |   |                       |                       |                   |                  |  |  |            |            |            |
|  |               |               |               |  |  |                        |                        |                        |   | GRE Maria Prevolaraki | GRE Maria Prevolaraki | 3                 |                  |  |  |            |            |            |
|  |               |               |               |  |  |                        | VEN Betzabeth Argüello | VEN Betzabeth Argüello | 6 |                       |                       |                   |                  |  |  |            |            |            |
|  |               |               |               |  |  | VEN Betzabeth Argüello | VEN Betzabeth Argüello | 8F                     |   |                       |                       |                   |                  |  |  |            |            |            |
|  |               |               |               |  |  | CMR Joseph Essombe     | CMR Joseph Essombe     | 0                      |   |                       |                       |                   |                  |  |  |            |            |            |
|  |               |               |               |  |  |                        |                        |                        |   |                       |                       |                   |                  |  |  |            |            |            |

### Chave inferior
|  | Qualificações         | Qualificações         | Qualificações |  |  | Oitavas de final            | Oitavas de final            | Oitavas de final       |    |                    | Quartas de final   | Quartas de final   | Quartas de final |  |  | Semifinais | Semifinais | Semifinais |
|  |                       |                       |               |  |  |                             |                             |                        |    |                    |                    |                    |                  |  |  |            |            |            |
|  |                       |                       |               |  |  |                             |                             |                        |    |                    |                    |                    |                  |  |  |            |            |            |
|  |                       |                       |               |  |  | SWE Sofia Mattsson          | SWE Sofia Mattsson          | 8F                     |    |                    |                    |                    |                  |  |  |            |            |            |
|  |                       |                       |               |  |  | NGR Odunayo Adekuoroye      | NGR Odunayo Adekuoroye      | 0                      |    |                    |                    |                    |                  |  |  |            |            |            |
|  |                       |                       |               |  |  |                             |                             |                        |    | SWE Sofia Mattsson | SWE Sofia Mattsson | 10                 |                  |  |  |            |            |            |
|  |                       |                       |               |  |  |                             | POL Katarzyna Krawczyk      | POL Katarzyna Krawczyk | 3  |                    |                    |                    |                  |  |  |            |            |            |
|  |                       |                       |               |  |  | POL Katarzyna Krawczyk      | POL Katarzyna Krawczyk      | 8                      |    |                    |                    |                    |                  |  |  |            |            |            |
|  |                       |                       |               |  |  | MGL Erdenechimegiin Sumiyaa | MGL Erdenechimegiin Sumiyaa | 6                      |    |                    |                    |                    |                  |  |  |            |            |            |
|  |                       |                       |               |  |  |                             |                             |                        |    |                    | SWE Sofia Mattsson | SWE Sofia Mattsson | 0                |  |  |            |            |            |
|  |                       |                       |               |  |  |                             | USA Helen Maroulis          | USA Helen Maroulis     | 8F |                    |                    |                    |                  |  |  |            |            |            |
|  |                       |                       |               |  |  | TUR Bediha Gün              | TUR Bediha Gün              | 0                      |    |                    |                    |                    |                  |  |  |            |            |            |
|  | PRK Jong Myong-suk    | PRK Jong Myong-suk    | 11            |  |  | PRK Jong Myong-suk          | PRK Jong Myong-suk          | 10                     |    |                    |                    |                    |                  |  |  |            |            |            |
|  | CAN Jillian Gallays   | CAN Jillian Gallays   | 0             |  |  |                             |                             |                        |    | PRK Jong Myong-suk | PRK Jong Myong-suk | 4                  |                  |  |  |            |            |            |
|  | UKR Yuliya Khalvadzhy | UKR Yuliya Khalvadzhy | 1             |  |  |                             | USA Helen Maroulis          | USA Helen Maroulis     | 7  |                    |                    |                    |                  |  |  |            |            |            |
|  | USA Helen Maroulis    | USA Helen Maroulis    | 12            |  |  | USA Helen Maroulis          | USA Helen Maroulis          | 10                     |    |                    |                    |                    |                  |  |  |            |            |            |
|  | CHN Zhong Xuechun     | CHN Zhong Xuechun     | 6             |  |  | CHN Zhong Xuechun           | CHN Zhong Xuechun           | 0                      |    |                    |                    |                    |                  |  |  |            |            |            |
|  | GER Nina Hemmer       | GER Nina Hemmer       | 1             |  |  |                             |                             |                        |    |                    |                    |                    |                  |  |  |            |            |            |

### Repescagem
|  | Repescagem fase 1     | Repescagem fase 1     | Repescagem fase 1 |  | Repescagem fase 2     | Repescagem fase 2     | Repescagem fase 2 |  | Disputas pelo bronze   | Disputas pelo bronze   | Disputas pelo bronze |
|  |                       |                       |                   |  |                       |                       |                   |  |                        |                        |                      |
|  |                       |                       |                   |  | AZE Nataliya Synyshyn | AZE Nataliya Synyshyn | 4                 |  | AZE Nataliya Synyshyn  | AZE Nataliya Synyshyn  | 2                    |
|  |                       |                       |                   |  | SEN Isabelle Sambou   | SEN Isabelle Sambou   | 0                 |  | VEN Betzabeth Argüello | VEN Betzabeth Argüello | 1                    |
|  |                       |                       |                   |  |                       |                       |                   |  |                        |                        |                      |
|  | UKR Yuliya Khalvadzhy | UKR Yuliya Khalvadzhy | 1                 |  | CHN Zhong Xuechun     | CHN Zhong Xuechun     | 5                 |  | CHN Zhong Xuechun      | CHN Zhong Xuechun      | 0                    |
|  | CHN Zhong Xuechun     | CHN Zhong Xuechun     | 11                |  | PRK Jong Myong-suk    | PRK Jong Myong-suk    | 5                 |  | SWE Sofia Mattsson     | SWE Sofia Mattsson     | 6F                   |

### Final
|  | Final              |                    |   |
|  |                    |                    |   |
|  | JPN Saori Yoshida  | JPN Saori Yoshida  | 1 |
|  | USA Helen Maroulis | USA Helen Maroulis | 4 |

## Classificação final
| Pos.              | Lutadoras                   |
| ----------------- | --------------------------- |
| Medalha de ouro   | USA Helen Maroulis          |
| Medalha de prata  | JPN Saori Yoshida           |
| Medalha de bronze | AZE Nataliya Synyshyn       |
| Medalha de bronze | SWE Sofia Mattsson          |
| 5                 | VEN Betzabeth Argüello      |
| 5                 | CHN Zhong Xuechun           |
| 7                 | PRK Jong Myong-suk          |
| 8                 | SEN Isabelle Sambou         |
| 9                 | POL Katarzyna Krawczyk      |
| 10                | GRE Maria Prevolaraki       |
| 11                | UKR Yuliya Khalvadzhy       |
| 12                | MGL Erdenechimegiin Sumiyaa |
| 13                | IND Babita Kumari           |
| 14                | GER Nina Hemmer             |
| 15                | VIE Nguyễn Thị Lụa          |
| 16                | CMR Joseph Essombe          |
| 17                | NGR Odunayo Adekuoroye      |
| 18                | TUR Bediha Gün              |
| 19                | CAN Jillian Gallays         |